# Vincelles, Marne
Vincelles là một xã thuộc tỉnh Marne trong vùng Grand Est đông nam nước Pháp. Xã này nằm ở khu vực có độ cao trung bình 88 mét trên mực nước biển.